# Maladie de Thost-Unna
La maladie de Thost-Unna est une variété de kératodermie palmoplantaire non épidermolytique avec hyperkératose très importante, épaisse et dure, de teinte jaunâtre, ne touchant que les faces palmaires et plantaires des mains et des pieds et limitée par un fin liseré érythémateux associée à une hyperhidrose marquée et des crevasses douloureuses.
Elle a été décrite pour la première fois par deux médecins allemands : Hermann Arthur Thost et Paul Gerson Unna (en).
Il n'y a pas d'atteinte unguéale mais il est possible d'observer quelques plaques kératosiques circonscrites au niveau des coudes et des genoux, stables, sans tendance à la régression ni à l’extension.
Les lésions apparaissent chez l'enfant par transmission sur le mode autosomique dominant à la suite d'une mutation du gène kératine 1 (KRT1), sur le chromosome 12q.
Une forme focale de kératodermie palmoplantaire non épidermolytique est causée par une mutation sur le gène kératine 16 (KRT16),, sur le chromosome 17q.